# Vacov
Vacov (deutsch Watzau) ist eine Gemeinde in Tschechien. Sie liegt zwölf Kilometer westlich von Volyně in Südböhmen und gehört zum Okres Prachatice.

## Geographie

### Lage

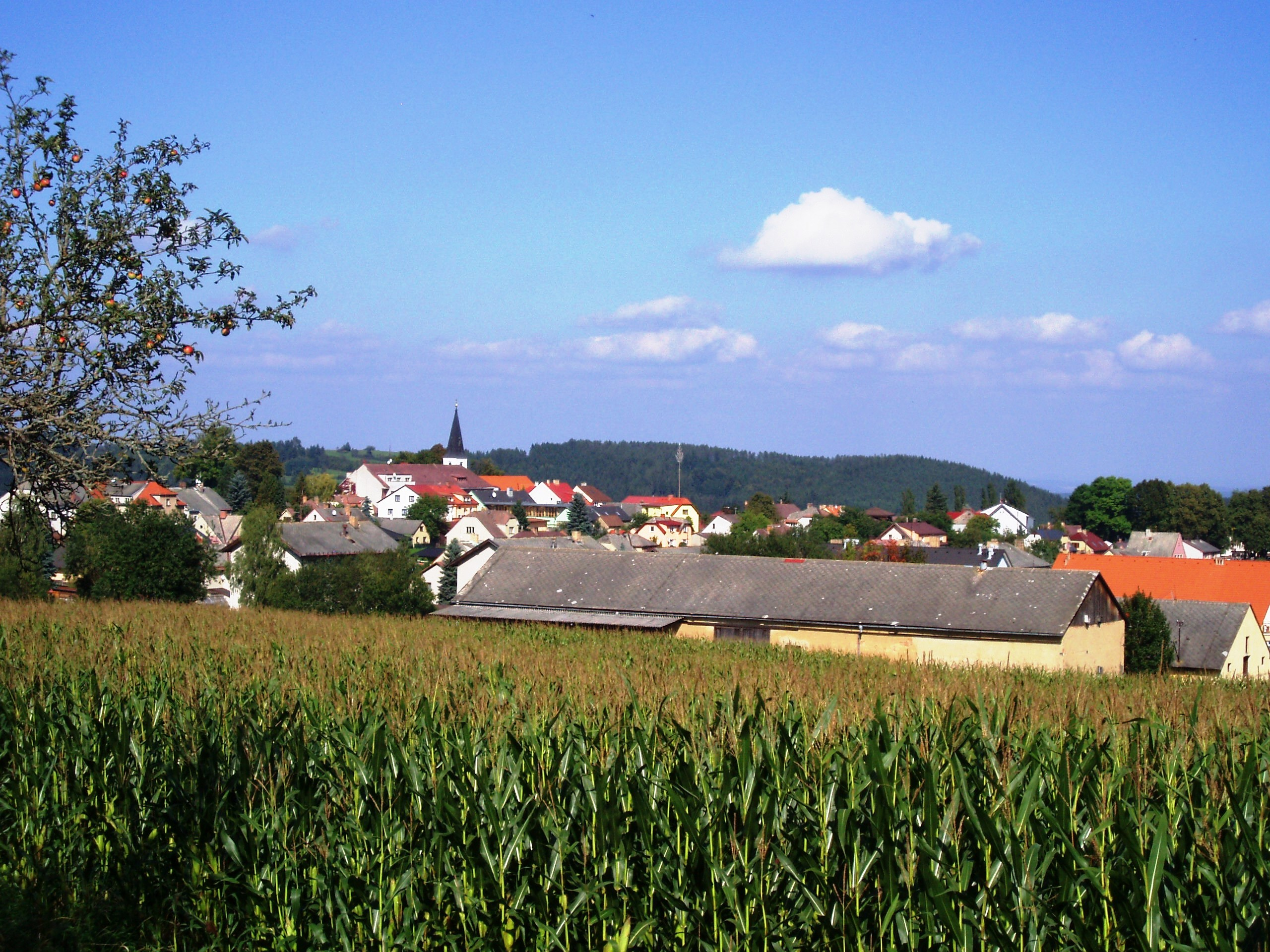
Ortsansicht

Vacov befindet sich linksseitig über den Tälern der Spůlka und ihres Zuflusses Mladíkovský potok auf einer Hochfläche im Vorland des Böhmerwaldes. Östlich erhebt sich der Na Mýtkách (766 m), im Südosten der Kalený vrch (828 m), westlich der Na Hradě (879 m) und der Javorník (1066 m) sowie im Nordwesten der Zahájený (845 m). In Vacov kreuzen sich Staatsstraßen II/170 zwischen Stachy und Čestice und II/171 zwischen Čkyně und Sušice.
Nachbarorte sind Tomášek, Na Rejtích, Přečínské Chalupy und Pod Kapličkou im Norden, Dobrš, Přečín und Chvalšovice im Nordosten, Štefl, Chvalšovické Chalupy und Vacovice im Osten, Na Samotách, Horosedly, Ptákova Lhota und Miřetice im Südosten, Nespice, Vítovce, Vlkonice und Mladíkov im Süden, Čábuze, Mlýny, Hodonín und Benešova Hora im Südwesten, Peckov, Rohanov, Bošice und Lhota nad Rohanovem im Westen sowie Milíkov und Vrbice im Nordwesten.

### Gemeindegliederung
Die Gemeinde Vacov besteht aus den Ortsteilen Benešova Hora (Benediktsberg), Čábuze (Tschabus), Javorník (Ahornberg), Lhota nad Rohanovem (Lhota ob Rohanau), Milíkov (Milikau), Miřetice (Mirschetitz), Mladíkov (Mladikau), Nespice (Nespitz), Přečín (Pretschin), Ptákova Lhota (Vogelschlag), Rohanov (Rohanau), Vacov (Watzau), Vlkonice (Wilkonitz) und Žár (Schar) sowie den Wohnplätzen Bošice (Boschitz), Čábuzské Chalupy, Jasanka, Krankoty, Langův Mlýn, Mácha, Martínek, Mlýny, Na Rejtích, Peckov (Pecky), Pod Kapličkou, Přečínské Chalupy, Směť, Tejmlov, Tomášek, Ve Vrších, Vítovce und Zahrádky. Grundsiedlungseinheiten sind Benešova Hora, Bošice, Čábuze, Javorník, Lhota nad Rohanovem, Milíkov, Miřetice, Mladíkov, Nespice, Peckov, Přečín, Přečínské Chalupy, Ptákova Lhota, Rohanov, Tejmlov, Vacov, Vítovce, Vlkonice, Zahrádky und Žár.
Das Gemeindegebiet gliedert sich in die Katastralbezirke Benešova Hora, Čábuze, Javorník u Stach, Lhota nad Rohanovem, Miřetice u Vacova, Mladíkov, Nespice, Přečín, Rohanov, Vacov, Vlkonice u Vacova und Žár u Čkyně.

### Nachbargemeinden
| Strašín | Vrbice, Drážov                              | Dřešín |
| Nicov   | Kompassrose, die auf Nachbargemeinden zeigt | Čkyně  |
| Stachy  | Zdíkov                                      |        |

## Geschichte
Vacov wurde im Zuge der Kolonisation des Strakonitzer Landes gegründet. Überlieferungen zufolge soll 1193 auf dem Hügel Vacov an Stelle einer Einsiedlerkapelle eine Kirche erbaut worden sein. Weiterhin soll die Ortsgründung im Jahre 1252 erfolgt sein und zu dieser Zeit ein Landadelssitz bestanden haben.
Die erste schriftliche Erwähnung des Dorfes erfolgte im Jahr 1352. In Vacov befand sich eine Feste. Seit 1384 ist in Vacov ein Pfarrer nachgewiesen. Während der Hussitenkriege wurde der katholische Pfarrer vertrieben und die Kirche ruiniert. Der Landadelssitz erlosch wahrscheinlich in dieser Zeit, und das Gut wurde mit Přečín vereinigt. An der Stelle der erloschenen Feste wurden die Kirche des hl. Laurentius und das Pfarrhaus errichtet. Zu den Besitzern von Přečín gehörte ab 1513 Wilhelm Přech von Čestice und später die Vladiken Kotz von Dobř. Wenzel Kotz von Dobř ließ 1588 das Kirchengebäude erneuern und eine 45 Zentner schwere Glocke gießen. Die Pfarre war bis zum Dreißigjährigen Krieg protestantisch; danach erlosch sie und wurde von Dobrš und Čestice aus betreut. Im Jahr 1655 führte der Besitzer der Herrschaft Čestice, Leopold Claretto, Beschwerde über seinen Pfarrer Jan Jakub Bramburský. In dem in Strakonitz anhängigen Prozess gegen den sich zum Tyrannen entwickelnden Geistlichen sagte auch der Kantor und Lehrer Martin Tejnohorský aus Vacov als Zeuge aus; Tejnohorský ist damit der erste nachweisbare Lehrer in Vacov. Im Jahre 1685 erwarb Ferdinand Franz Leopold Graf Wrtba das Gut Přečín. Er verkaufte es am 25. Juli 1700 an Ferdinand Fürst zu Schwarzenberg. Im Jahr 1709 wurde wieder ein Pfarrer in Vacov eingesetzt. Im Jahr 1757 brannte die Kirche nieder; sie wurde 1784 wiederaufgebaut. Besitzer des Gutes waren die Fürsten zu Schwarzenberg. Sie ließen 1815 ein neues Schulhaus für den einklassigen Unterricht erbauen. Nach dem Tod von Joseph II. Fürst zu Schwarzenberg beerbte ihn 1833 sein Sohn Johann Adolf II. Im Jahr 1840 bestand Watzau/Wacow aus 10 Häusern mit 77 Einwohnern. Unter herrschaftlichem Patronat bestanden die Pfarrkirche St. Nikolaus, die Pfarre, die Schule und die Kapelle des hl. Johannes von Nepomuk. Außerdem gab es im Dorf ein Einkehrhaus. Watzau war Pfarrort für Čabus (Čábuze), Hora (Benešova Hora), Lhota (Lhota nad Rohanovem), Miřetitz (Miřetice), Mladikau (Mladíkov), Přetschin (Přečín), Rohanow (Rohanov), Wrbitz (Vrbice), Lhota ptačowa (Ptákova Lhota), Nespitz (Nespice), Žiaro (Žár) und Wlkonitz (Vlkonice). Bis zur Mitte des 19. Jahrhunderts blieb das Dorf immer dem Allodialgut Přetschin samt Dobř und Rohanow untertänig.
Nach der Aufhebung der Patrimonialherrschaften bildete Vacov/Watzau ab 1850 einen Ortsteil der Gemeinde Přečinov in der Bezirkshauptmannschaft Strakonice und dem Gerichtsbezirk Volyně. Im Jahre 1874 wurde in der Schule, die auch die Kinder aus Lhota nad Rohanovem, Bošice, Hora Benešova, Nespice und Žár besuchten, der dreiklassige Unterricht aufgenommen. Benešova Hora wurde im selben ausgeschult. Vier Jahre später wurde in vier und ab 1889 in fünf Klassen unterrichtet. Seit 1880 besteht in Vacov ein Postamt. 1893 bildete sich in Vavov auf Initiative des Fürstlich Schwarzenbergischen Forstgehilfen Eduard Steinocher eine Freiwillige Feuerwehr. 1901 entstanden in Lhota nad Rohanovem und 1903 auch in Nespice eine eigene Schule. In Čábuze wurde 1909 eine Schulfiliale eröffnet. Im Jahre 1913 löste sich Vacov von Přečín los und bildete mit dem Ortsteil Miřetice eine eigene Gemeinde. 1927 wurde das Dorf elektrifiziert. Nachdem am 1. Februar 1939 in Vacov eine Bürgerschule eingerichtet worden war, wurde zwischen 1940 und 1944 ein neues Schulhaus gebaut. Das alte Schulgebäude wurde 1947 abgebrochen. Am 19. Jänner 1948 wurde die Bürgerschule Vacov zur Grundschule zurückgestuft. Zum 1. Februar 1949 wurde die Gemeinde Vacov dem Okres Vimperk zugeordnet und zugleich Vlkonice eingemeindet. Nach der Aufhebung des Okres Vimperk wurde Vacov am 1. Juli 1960 Teil des Okres Prachatice. 1964 wurde Mladíkov von Čábuze nach Vacov umgemeindet. 1967 wurde in Vacov eine neunklassige Volksschule eingerichtet, und mit Ende des Schuljahres 1967/68 wurden die kleinen Schulen in Benešova Hora, Lhota nad Rohanovem und Nespice aufgehoben. Am 26. November 1971 erfolgte die Eingemeindung von Lhota nad Rohanovem (mit Milíkov) sowie zum 30. April 1976 von Benešova Hora (mit Čábuze), Javorník, Přečín, Rohanov und Žár (mit Nespice und Ptákova Lhota). Im 20. Jahrhundert wuchs Vacov durch seine Lage am Straßenkreuz an und dehnte sich bis an Vlkonice und Miřetice aus. Zugleich verloren die abgelegenen Ortschaften den größten Teil ihrer Einwohner. Das Schulgebäude wurde 1996 saniert. Im Jahre 2004 hatte der Ortsteil Vacov 80 Einwohner, den bevölkerungsreichsten Ortsteil bildete Vlkonice mit 505 Einwohnern. In Vacov bestehen eine Grundschule und Postamt.

## Sehenswürdigkeiten

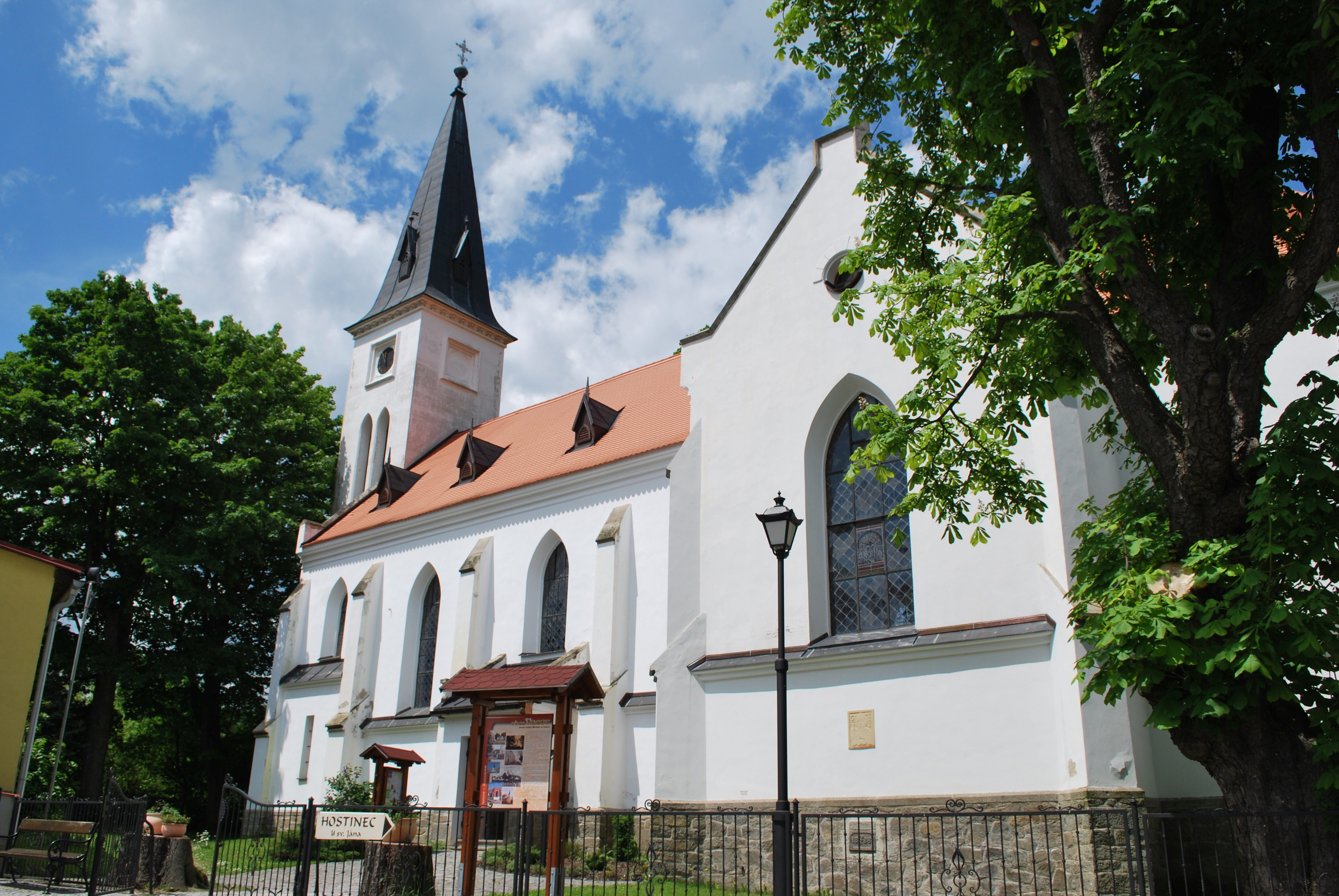
Kirche des hl. Nikolaus

- Neugotische Kirche des hl. Nikolaus, erbaut 1889–1890 nach Plänen von Jan Sedláček anstelle der romanischen Kirche des hl. Laurentius
- Schloss Přečín
- Berg Javorník mit Klostermann-Turm und Rotunde des hl. Antonius von Padua
- Královský kámen